# Hemtjärnet (Södra Finnskoga socken, Värmland, 674415-131959)
Hemtjärnet är en sjö i Torsby kommun i Värmland och ingår i Glommas huvudavrinningsområde. Sjön är 11,6 meter djup, har en yta på 0,152 kvadratkilometer och är belägen 413 meter över havet. Sjön avvattnas av vattendraget Smörån.

## Delavrinningsområde
Hemtjärnet ingår i det delavrinningsområde (673623-132482) som SMHI kallar för Mynnar i Medskogsån. Medelhöjden är 437 meter över havet och ytan är 28,46 kvadratkilometer. Det finns inga avrinningsområden uppströms utan avrinningsområdet är högsta punkten. Smörån som avvattnar avrinningsområdet har biflödesordning 3, vilket innebär att vattnet flödar genom totalt 3 vattendrag innan det når havet efter 27 kilometer. Avrinningsområdet består mestadels av skog (76 procent) och sankmarker (21 procent). Avrinningsområdet har 0,22 kvadratkilometer vattenytor vilket ger det en sjöprocent på 0,8 procent. Bebyggelsen i området täcker en yta av 0,38 kvadratkilometer eller 1 procent av avrinningsområdet.